# Cannibal (EP, Kesha)
Cannibal je první EP americké zpěvačky Keshy.

## Seznam skladeb
1. „Cannibal“
2. „We R Who We R“
3. „Sleazy“
4. „Blow“
5. „The Harold Song“
6. „Crazy Beautiful Life“
7. „Grow A Pear“
8. „C U Next Tuesday“